# Kostel svatého Mikuláše (Jaroměř)
Kostel svatého Mikuláše v Jaroměři je jednou z nejvýznamnějších gotických památek východních Čech. Nachází se na východní straně náměstí Čs. armády a tvoří dominantu okolí. Jde o farní kostel jaroměřské farnosti, v letech 1358–⁠1450 kostel při klášteře řádu augustiniánů kanovníků. Kostel je chráněn jako kulturní památka.

## Historie kostela

### Počátky stavby kostela sv. Mikuláše
K založení kostela došlo za vlády krále Karla IV. a datuje se do roku 1349, kdy měl první pražský arcibiskup Arnošt z Pardubic podle svého slibu založit čtyři kláštery řádu augustiniánů kanovníků a toto byl první z nich.. Arnošt zároveň vyhlásil v celé arcidiecézi veřejnou sbírku na stavbu kostela a kláštera. Kostel později povýšil z farního kostela na konventní kostel Řádu řeholních kanovníků sv. Augustina a uvedl do něj kanovníky. Jeho založení, zřízení proboštství a převedení duchovní služby potvrdil roku 1358 papež Inocenc VI.. Se stavbou trojlodní stavby se začalo v 60. letech 14. století, dříve se uváděl rok 1404, v němž augustiniáni požádali o přesídlení od kostela Panny Marie na Pražském předměstí (Na kameni). Chrám byl údajně projektován jako zkrácená verze kostela ve Vratislavi. Původní chrám byl vystavěn jako stejnolodní s bohatým klenebním systémem, který je dnes zachovalý pouze v torzu. Husitské války přerušily stavbu chrámu, ta byla zaklenuta až počátkem 16. století. Kostel byl bohužel chybně založen, severní část na skále, jižní na labských náplavech. To se pak každých sto let projevilo statickými problémy a vykláněním jižní obvodové stěny.
Podobu chrámu poznamenaly četné požáry, statické potíže vyplývající z chybného založení a následné opravy. Například v roce 1548 vyhořela věž v jihozápadním průčelí kostela. Oprava probíhala až do roku 1562. Roku 1584 došlo k zesílení pilířů hlavní lodi. Renesanční předsíň byla přistavěna v roce 1590 před západní průčelí. V roce 1670 byl chrám opět poškozen požárem. V roce 1683 byly zesíleny pilíře na jižní straně kostela a zároveň byla snížena severní věž. Zvonice byla dokončena roku 1707. V roce 1753 se zřítila městská věž na severním boku kostela, v jejích troskách zahynula rodina hlásného.  

### Regotizace kostela
Chrám sv. Mikuláše, jedna z nejstarších a historicky nejcennějších dominant města, byl regotizován na počátku 20. století, v letech 1905–1909. Již koncem 19. století byl chrám ve vážném stavu ohrožení a bylo nutné na něm zahájit rozsáhlé opravy. V důsledku sesouvání terénu a zvětrávání došlo k sednutí a posunutí celé stavby a objevily se veliké trhliny. Zejména na jižní straně došlo k popraskání soklových kvádrů. Velmi nutná byla též důkladná oprava základů budovy. Dále bylo nutné opravit poškozené klenby jižní boční lodě a kryptu. 
Na základě nařízení Okresního hejtmanství ve Dvoře Králové ze dne 8. 7. 1892 byly v roce 1895 provedeny neodkladné opravy vzhledem k vadnému stavebnímu stavu chrámu. Pilíře na jižní straně chrámu, hrozící zřícením, byly v základech podchyceny a zvětralé zdivo bylo vyměněno.  Na jižní straně podél kostela také byly zřízeny kamenné rigoly. Z důvodu stále se zhoršujícího stavu kostela po odkládání oprav byla 28. 7. 1903 na komisním jednání konečně odsouhlasena další rekonstrukce, a to podle posudku a návrhu na záchranu chrámu, kterou provedl již roku 1889 architekt Josef Mocker. Roku 1904 pak bylo zahájeno restaurování s arch. Janem Čermákem, stavitelem z Jaroměře, který již v roce 1888 kostel zaměřil a následně sestavil rozpočet na jeho opravu. V roce 1895 provedl opravu jeho interiéru. 
Do let 1904–⁠1905 je datována rekonstrukce krovu chrámu a oprava části fasády podle starších plánů Josefa Mockera. Střecha chrámu byla původně sedlová a zakrývala všechny tři lodě najednou. Byla kryta železnobrodskou břidlicí. Tato střecha svým tlakem nejvíce zatěžovala obvodní zdi. Proto s částečným použitím starého krovu byla upravena tak, že střední loď byla opatřena vlastní samostatnou střechou. V letech 1905 až 1908 restaurování pokračovalo, ale již podle pozdějších plánů Kamila Hilberta, který se prací také účastnil.  

### Rekonstrukce kostela
Již před rokem 1970 se opět projevily statické potíže a hrozilo zřícení jižní části kostela. Statické potíže vznikly především proto, že pilíře a zdivo kostela bylo postaveno částečně na skále a částečně na náplavách. To bylo příčinou vzniku trhlin v jihovýchodní části kostela, ale docházelo i ke zvětrávání malty, zatékání dešťové vody a následky zanechaly i požáry z minulosti. 
Pracovníku okresní památkové péče Robertu Řemínkovi se podařilo zajistit financování. Díky plné podpoře ministerstva kultury, Státního ústavu památkové péče v Praze, Krajského střediska památkové péče v Pardubicích a Vodních staveb mohlo být na záchranné akce použito 4 332 069 Kč.

#### Záchranné práce v letech 1972–1975
Záchranné práce v letech 1972–⁠1975 zpevnily pilíře na jižní straně kostela pomocí mikropilot, které přenesly zatížení kostela až do nosného skalního podloží. Práce proběhly ve třech etapách. V první etapě byly zabezpečeny základy zvonice cementovou injektáží do rozrušeného zdiva tak, že pod ní vznikla železobetonová deska. Ve druhé etapě byl zpevněn pilíř jižní lodě zalitím 22,5 tun cementu. Ve třetí etapě se celá jižní stěna zpevnila vrtem hlubokým 22 metrů.

#### Restaurátorské práce v letech 2001–2007
Jaroslav Skuhravý z Nového Boru v těchto letech zrekonstruoval dvanáct okenních figurálních a ornamentálních vitráží. Tyto vitráže byly ve velmi špatném stavu. Byly pokryty velkým nánosem nečistot, olověná vazba ve spojích byla popraskaná, rámy oken byly zkorodované a skla byla částečně vypadaná. Na své místo byly po zrestaurování umístěny v roce 2007.

#### Obnova fasády v letech 2001–2010
Fasáda kostela utrpěla stářím, ale i necitlivými opravami. Povrch kostela byl dříve ošetřen vodním sklem, což se ukázalo jako velmi nevhodné, protože kámen se „uzavřel“ a přestal dýchat. Pozdější chemické reakce, které vznikly  v důsledku kyselých dešťů, narušily povrch kamene, který se začal od jádra odlupovat. Poškozené byly i kamenné kvádry, které byly osazené před sto lety. Tyto kamenné kvádry vypadaly stejně jako původní. Kamenné zdivo tak bylo celkově ve velmi špatném stavu, plochy některých bloků byly zvětralé, kameny se místy odlupovaly, často chyběl spárovací materiál, omítka se při dotyku drolila, povrch bloků byl pokryt nálety řas, mechů a lišejníků.
Projekt na obnovu kostela sv. Mikuláše po sto letech byl zpracován k roku 1997 místním architektem Janem Slavíkem, který se podílel i na předchozím statickém zajištění kostela v letech 1972–⁠1975. Rekonstrukce pláště začala již v roce 1996, kdy se projekt podařilo zapojit do programu ministerstva kultury Záchrany architektonického dědictví. Ještě před tím byla provedena výměna dožilé krytiny za nové vláknocementové šablony.
Od roku 2001 probíhala obnova fasády, která trvala až do roku 2010. Obnova začala čištěním a mechanickým odstraněním nánosu rostlin a veškerých nečistot. Potom byly zpevněny nejvíce poškozené kvádry a zatmeleny dutiny mezi kvádry. Barevná úprava povrchu kamene byla provedena nástřikem ve světle okrovém tónu a pokryta vodoodpudivou vrstvou. Na stříšky a horní plochy říms byl nanesen hydrofobní gel. Omítnutí ploch bylo také provedeno v barvě světlého okru. Zrekonstruovaný povrch byl barevně sjednocen okrovým odstínem, který se však od teplého tónu na jižní straně proměnil až ke studenému šedookrovému na severní straně. Veškeré práce byly prováděny co nejcitlivěji a tak se kostel po letech chátrání podařilo zachránit pro další generace.

### Program záchrany architektonického dědictví
V rámci Programu záchrany architektonického dědictví bylo v letech 1995–⁠2014 na opravu památky čerpáno 22 555 000 Kč.
| rok    | 2001  | 2002  | 2003  | 2004  | 2005  | 2006  | 2007  | 2008  | 2009  | 2010 |
| ------ | ----- | ----- | ----- | ----- | ----- | ----- | ----- | ----- | ----- | ---- |
| částka | 2 780 | 2 500 | 3 400 | 3 800 | 3 500 | 2 000 | 1 000 | 2 150 | 1 000 | 425  |

## Architektura
Kostel sv. Mikuláše patří mezi památky uměleckohistorické hodnoty z doby pozdně lucemburské architektury. Ve stavebním slohu se promítá vliv podnětů ze sousední slezské

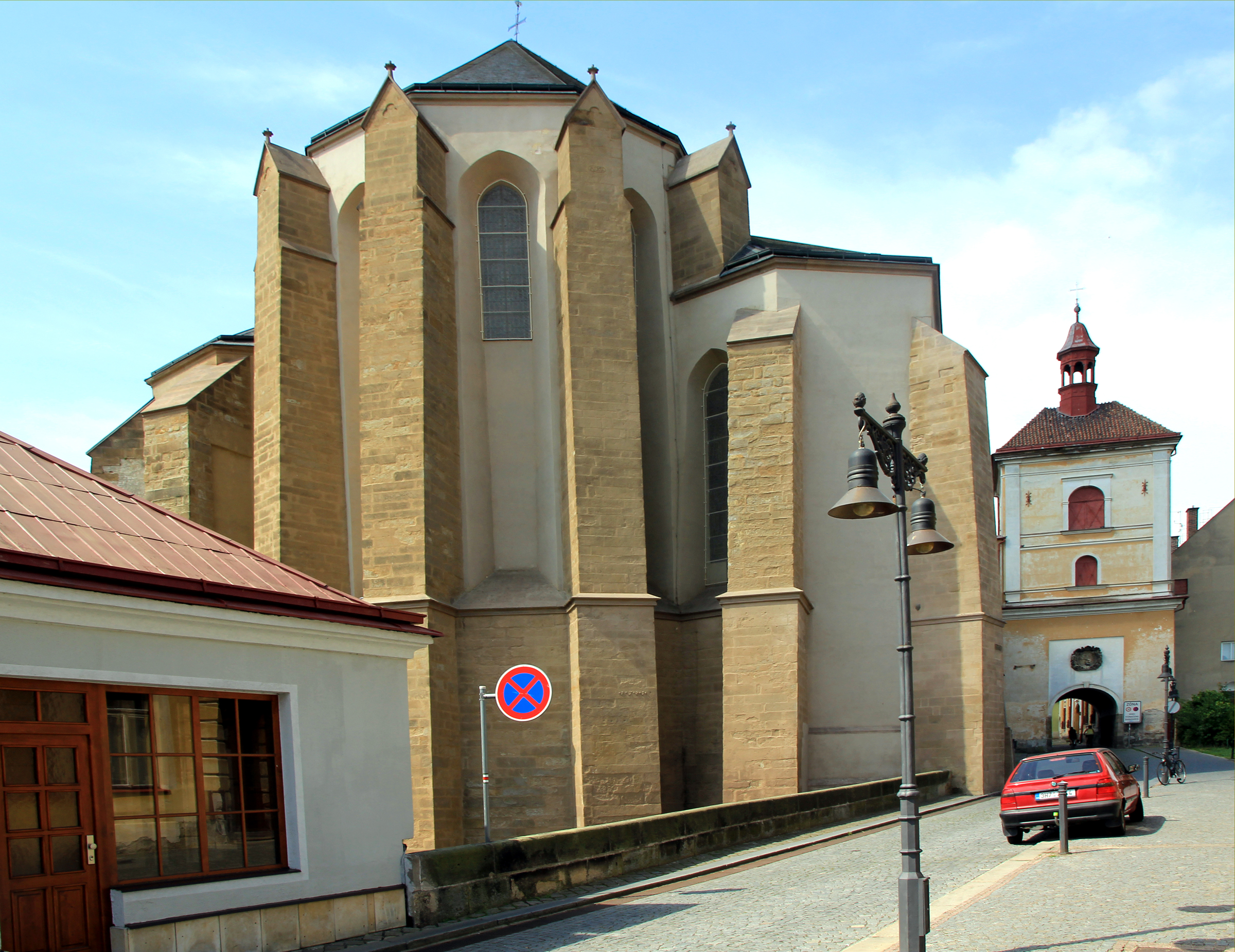

oblasti, převládá výrazná domácí tradice s prostorově sjednocenými a poměrně krátkými trojlodními síněmi. Chrámový oltář je orientovaný na východ. Na počátku 16. století došlo k dostavbě kostela, která sice nedosahuje kvality starších částí, přesto však představuje vysokou úroveň vladislavské gotiky. Ke kostelu přiléhá barokní budova děkanství z roku 1786 a zvonice s bránou, kterou ve středověku procházela tzv. Polská cesta.
Chrám byl původně koncipován jako halové trojlodí. Téměř 80 let ale do nedostavěného a v husitských válkách poškozeného chrámu pršelo a mráz narušoval zdivo a jižní stěna chrámu se naklonila tak moc, že nové zaklenutí chrámu nebylo možné provést v původní výšce 22 metrů. Proto roku 1511 byla zaklenuta do původní výšky jen hlavní loď a severní a jižní loď sníženy o 6 metrů. Chrám má dnes podobu pseudobaziliky. Zastřešení hlavní lodi je sedlové, boční lodi mají pultové zastřešení. Rozdělení střech nad hlavní a vedlejšími loděmi dalo chrámu vznik jihofrancouzského dojmu. Z obvodového zdiva bočních lodí vystupují opěrné pilíře. Na jižní straně jsou opěrné pilíře zesíleny a propojeny. Stejně tak tomu je i u dvou sousedících pilířů nejblíže k závěru kostela. Okna na této straně jsou mnohem vyšší než na severozápadní straně chrámu. Díky tomuto proniká do pravé části kostela (na jihu) více světla. Kostel je zaklenut žebrovými křížovými klenbami a pod kruchtou se za vchodem nachází klenba obkročná. V závěru kostela nalezneme klenbu paprsčitou. Na severní straně kostela jsou všechny pilíře samostatně stojící. Po zániku původní městské věže v roce 1548 byla vystavěna nová u této stěny, ta se ale zbortila v roce 1753, událost připomíná datum na jednom z opěráků v západní části. Kostel má polygonální závěry v bočních i v hlavní lodi. Úroveň terénu na obou stranách chrámu je rozdílná. Pravá strana je hlubší a ve spodní části nalezneme malá čtvercová okénka krypty, dochované východní části suterénu, který vyrovnával přírodní svažitost terénu. Složitost vývoje lícového zdiva dokládá kámen s letopočtem roku 1720, který nalezneme na nárožním opěráku.

## Interiér
Ačkoliv je kostel hlavně gotický, výzdoba kostela je barokní. Nad vchodem do severní lodi je umístěna soška patrona kostela od

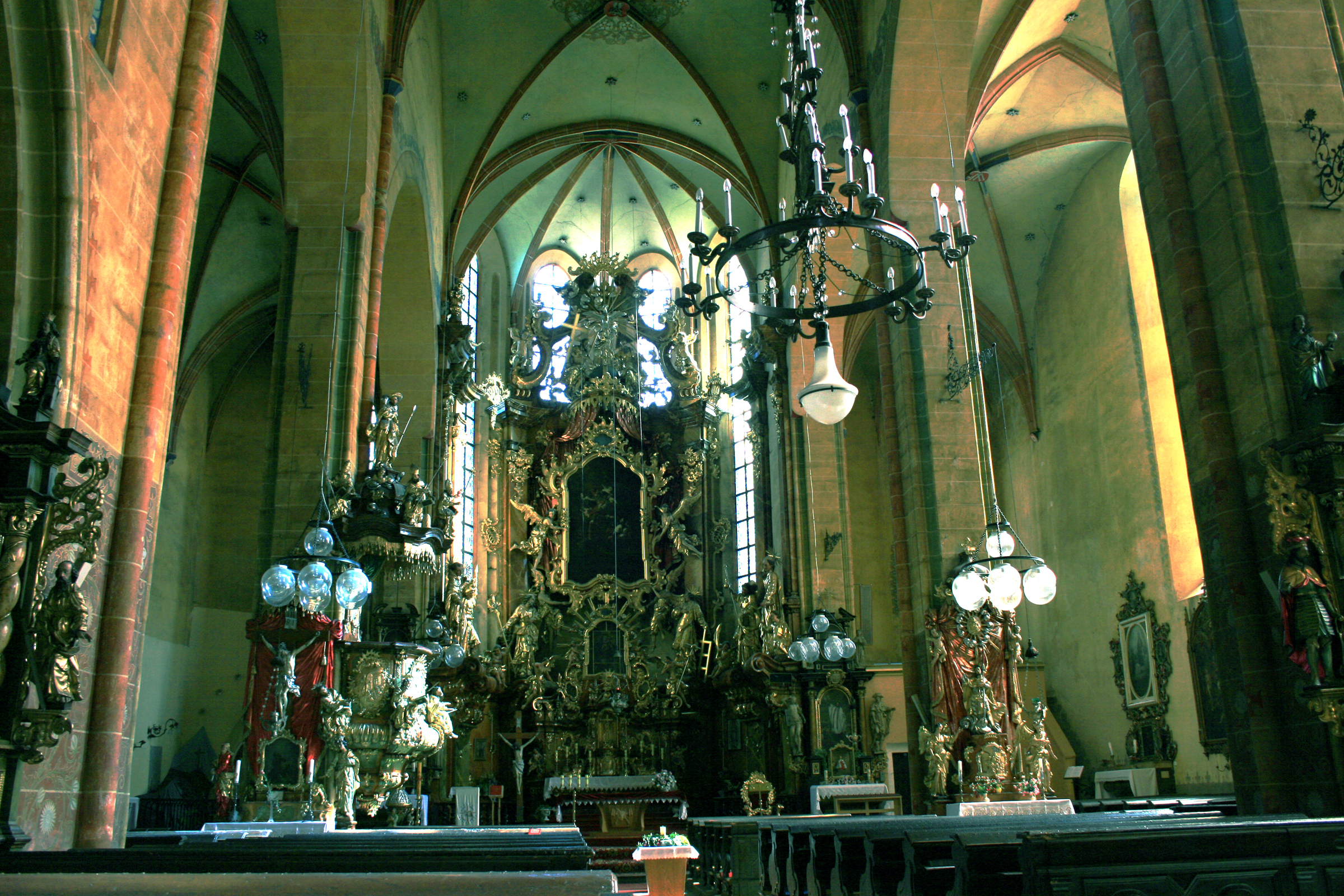

Matyáše Bernarda Brauna. Bohatě zdobený hlavní oltář z roku 1772 od jaroměřského rodáka Martina Krupky má na vrcholu sousoší Nejsvětější Trojice. Od Martina Krupky je také kazatelna se sochařskou výzdobou a pontifikální křeslo. Mezi další vybavení kostela patří renesanční konšelská lavice při západní stěně, čtyři boční oltáře z 2. poloviny 17. století, cínová křtitelnice z roku 1518 od Václava Tvrdocela, jejíž víko je pozdějšího data a historickou zajímavostí je náhrobek litevského knížete Dmitrije Sanguška, zavražděného v Jaroměři roku 1554. V roce 2007 se děkan Jerzy Stanislaw Zięba postaral o zhotovení sochy papeže Jana Pavla II. v životní velikosti. Sochu ze dřeva vyřezal místní akademický sochař Petr Novák, dokončena byla v roce 2008.

## Krypta
Na pravé straně chrámu blíže k presbytáři se nachází vchod do krypty. Dnes je krypta dostupná a nachází se ve východní části suterénu jižní lodi. Suterénní prostor je zaklenut křížovými žebrovými klenbami a původně pokračoval až k západnímu průčelí kostela. V suterénu kostela byla okénka, která svým tvarem napodobují románská. Z toho vznikly teorie o románském hradu jako předchůdci dnešního kostela. V 18. století byl suterén využit jako krypta. V podzemní kryptě kostela jsou ukryty mumifikované pozůstatky měšťanů z 18. století. Krypta bývá výjimečně zpřístupňována veřejnosti. 

## Věž
Dnešní kostelní věž je starší než samotný kostel, svědčí o tom odlišná orientace jejího půdorysu oproti kostelu. Zdivo pod zvonicí je kvádříkové a údajně pochází z doby před rokem 1150, nelze však vyloučit, že pochází z doby sanace zvonice v 1. polovině 19. století. Podle starších teorií se má jednat o pozůstatky románského hradu. Ve skutečnosti je to zbytek městské brány. Severozápadní nároží věže je skryto ve zdech děkanství. Na jihovýchodní nároží navazuje přístavba chrámové předsíně. Věž tak prostupuje střechou kostela. Půdorys interiéru věže je lehce lichoběžníkový a vyzděn především z drobné opuky. Na městském průčelí zvonice se nachází socha sv. Václava, na vnějším průčelí městský znak s letopočtem 1707.  

## Kostelní zvony
Kostel sv. Mikuláše má dva zvony. Zvon Boleslávek, který je datován k roku 1680, přežil jako jediný z velkých zvonů obě světové války. Zvon byl ovšem špatně zavěšen, proto byl  

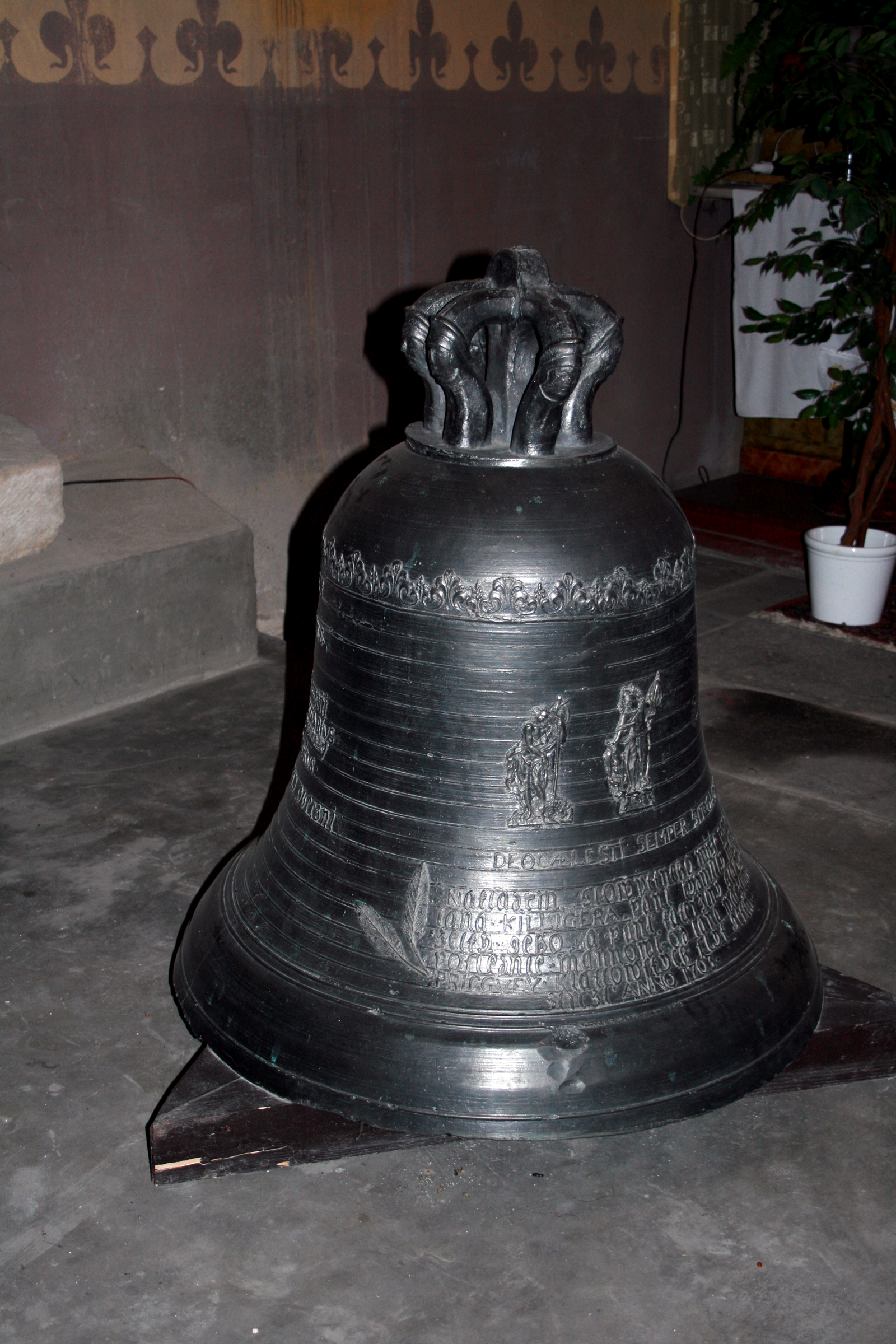
Zvon

poškozen a nemohlo se na něm pravidelně zvonit. Zvon byl opraven v roce 2009 a nyní se na něj zvoní dvakrát denně – v poledne a v šest hodin večer. Zvon je ovládán automatickou elektronikou a je rozhoupáván bezkontaktním zařízením. Druhý zvon, Umíráček z 18. století, který přežil obě světové války, je zavěšen v lucerně kostela sv. Mikuláše. 

## Varhany
Kostelní varhany nalezneme na kůru, v části nad vchodem kostela. První zmínka o jaroměřských varhanách s 18 rejstříky je z roku 1629. Zřízeny byly nově z dobrovolnických příspěvků, díky císařskému rychtáři a varhaníkovi Janu Jiřímu Mannovi. Tyto varhany byly opravované v roce 1751 varhanářem Kašparem Weltzem z Králík (Grulichu). V roce 1848 byly varhany zlikvidovány, protože byly zcela zchátralé. Dle pamětní knihy byl stav varhan velmi špatný a cínové píšťaly se ztratily.
Nové varhany byly postaveny k roku 1859 varhanářem Karlem Vocelkou z Prahy, byly dvoumauálové s mechanickou trakturou. Celkem tedy 1260 píšťal, z toho 312 dřevěných, ostatní jsou cínové. Vocelka využil částečně plány pruského varhanáře Bukowa. Novogotická skříň byla zhotovena podle návrhu inženýra Gassnera z Hradce Králové. V letech 1889,1907, 1921 a 1930 probíhaly opravy varhan různými odborníky. V roce 1940 byly varhany přebudovány na pneumatický systém s novým hracím stolem.  Celková přestavba na pneumatický kuželkový systém proběhla v roce 1957. Generální opravu provedl František Nožina z Prahy v letech 1994-1995. Farnost sv. Jakuba z německého Hechingenu darovala část vyřazených velkých pneumatických varhan včetně píšťalového materiálu. V roce 2010 byla provedena poslední údržba varhan. Varhany jsou umístěny na literátské kruchtě v zadní části objektu. 

## Geologický výzkum okolí kostela
V publikovaném výzkumu prováděných geologických sond v letech 1972 až 1976 vyplývá, že most, po němž se přechází od kostela k hospodě Na Mostě, překlenoval umělý příkop. Vylámání skály přerušilo opukovou šíji v okolí kostela. Vznikla tak průrva o délce přibližně 40 metrů, která měla znepřístupnit od východu ostrov, na němž se rozkládá náměstí. V těchto místech byl postaven most. Nejstarší doklady pocházejí z 12. století a svědčí o existenci tamní podhradní osady, která obklopovala kostel Panny Marie. Dnešní Havlíčkovou ulicí vedla z jaroměřského hradu tzv. „Polská cesta“.  Její existence je poukazována dle rekonstrukce platné až pro město v pozdním středověku, kdy se k východu otevírala soustava bran, na sever od kostela sv. Mikuláše. Při provádění výkopů v Havlíčkově ulici nebyly zjištěny žádné stopy lidských aktivit z doby před 14. stoletím. Výkopy při severní straně chrámu odhalily zbytky základů věže, vypínající se mezi 1. a 2. opěrákem od západu až do svého zřícení v roce 1753. Portál na této straně se závěrečným klenákem s letopočtem 1907 poukazuje na novější původ severní předsíně. Na severovýchodním nároží stála až do roku 1820 vnější městská brána, ústící padacím mostem na výše zmíněný most. Mezi oběma branami vzniklo v průběhu 18. století několik domků, odstraněných v průběhu 2. poloviny 20. století.

## Zajímavost

### Relikvie Jana Pavla II.
V kostele sv. Mikuláše můžeme najít ampulku s krví Jana Pavla II., kterou uložil biskup Jan Vokál. O relikvii poprosil děkan Jerzy Stanislaw Zięba osobního sekretáře Jana Pavla II. arcibiskupa Dziwisze, který žádosti vyhověl. Ampulka s krví je uložená ve skříňce ve tvaru gotického okna, kterou zhotovili místní řemeslníci.

## Bohoslužby
Bohoslužby se konají denně.

## Galerie

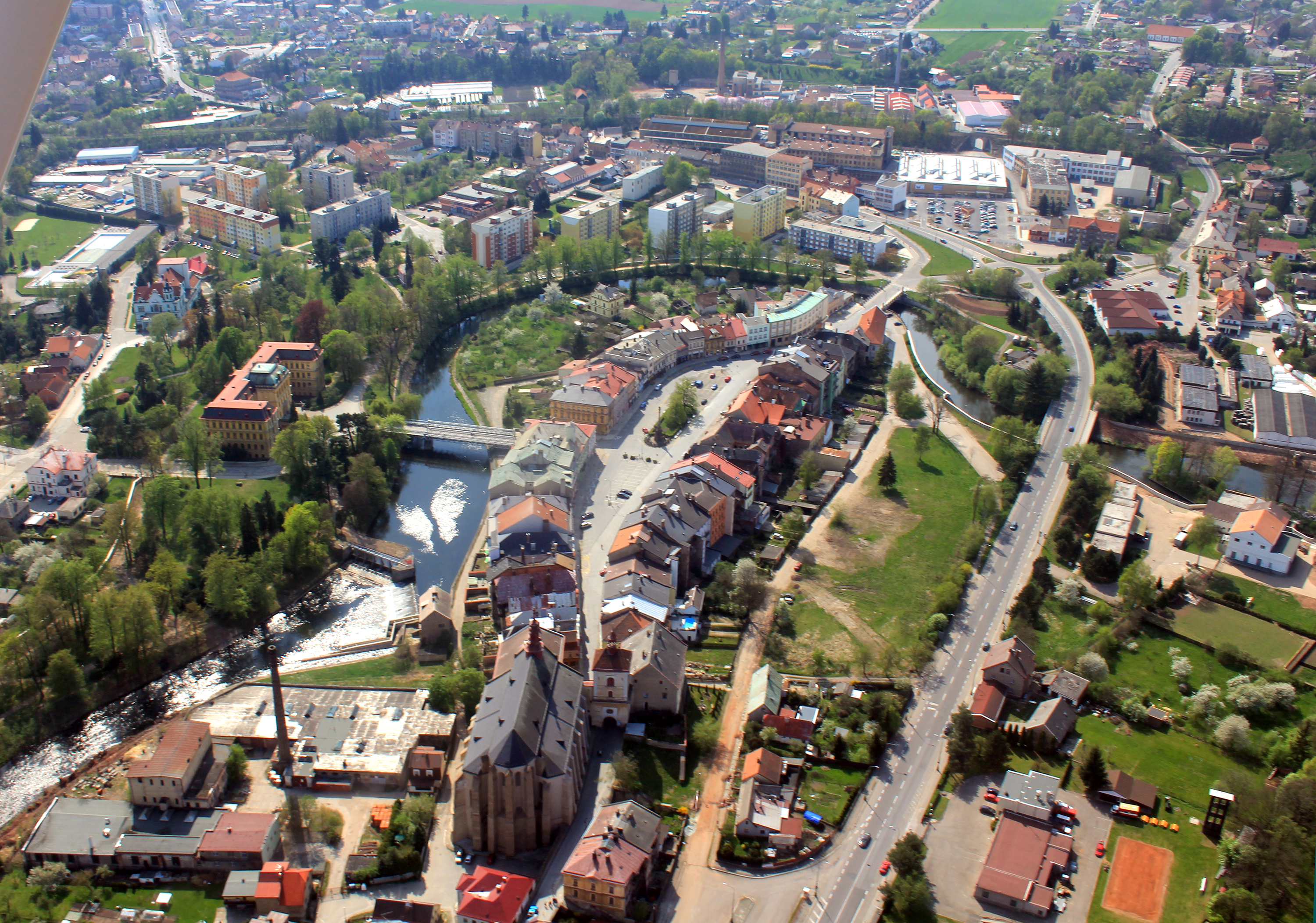
Letecký pohled na město od východu
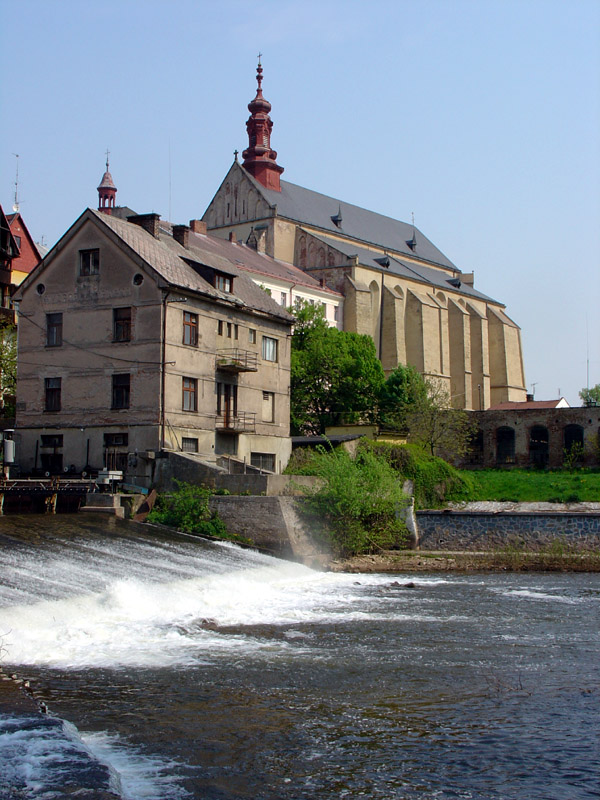
Kostel z parku
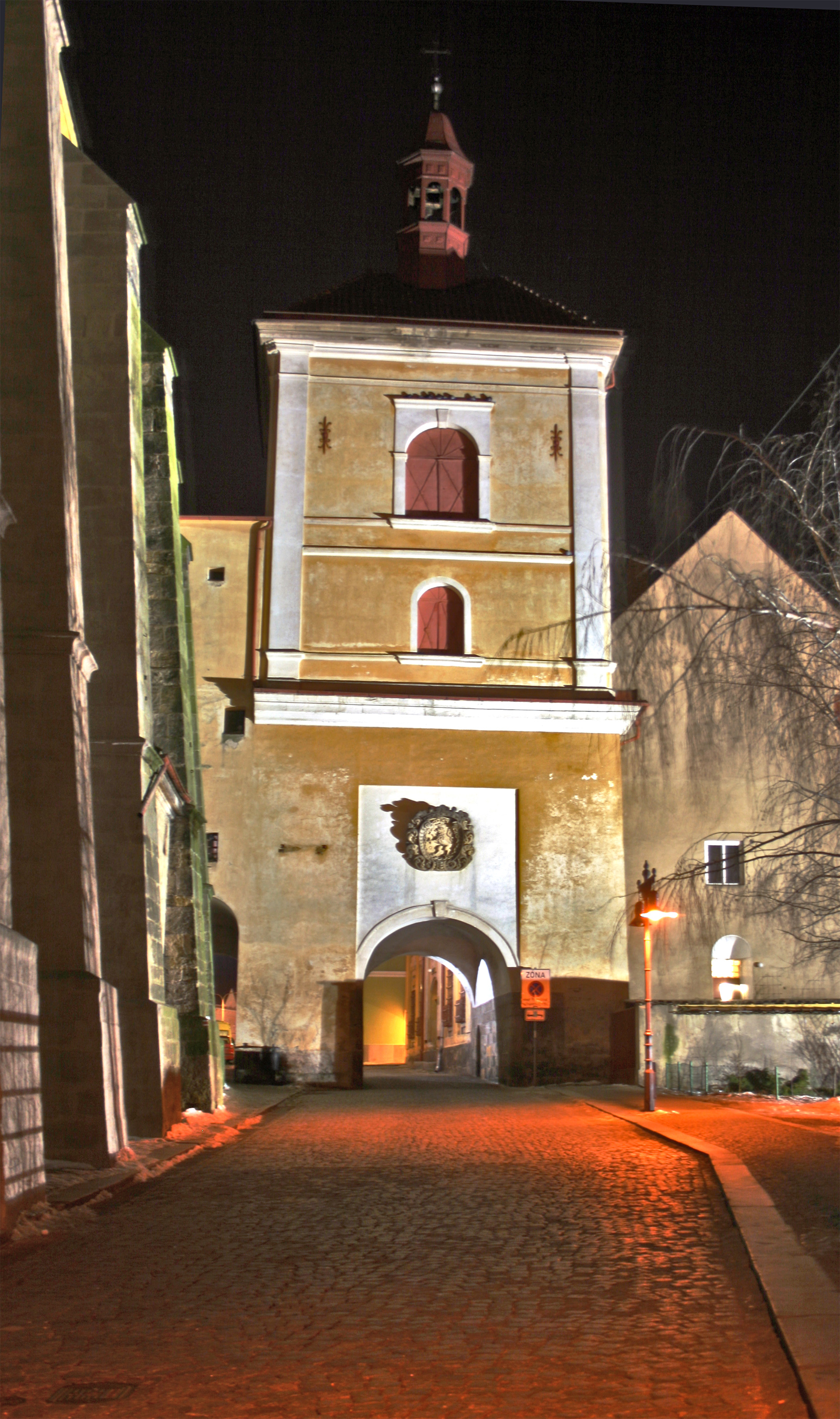
Zvonice s bránou
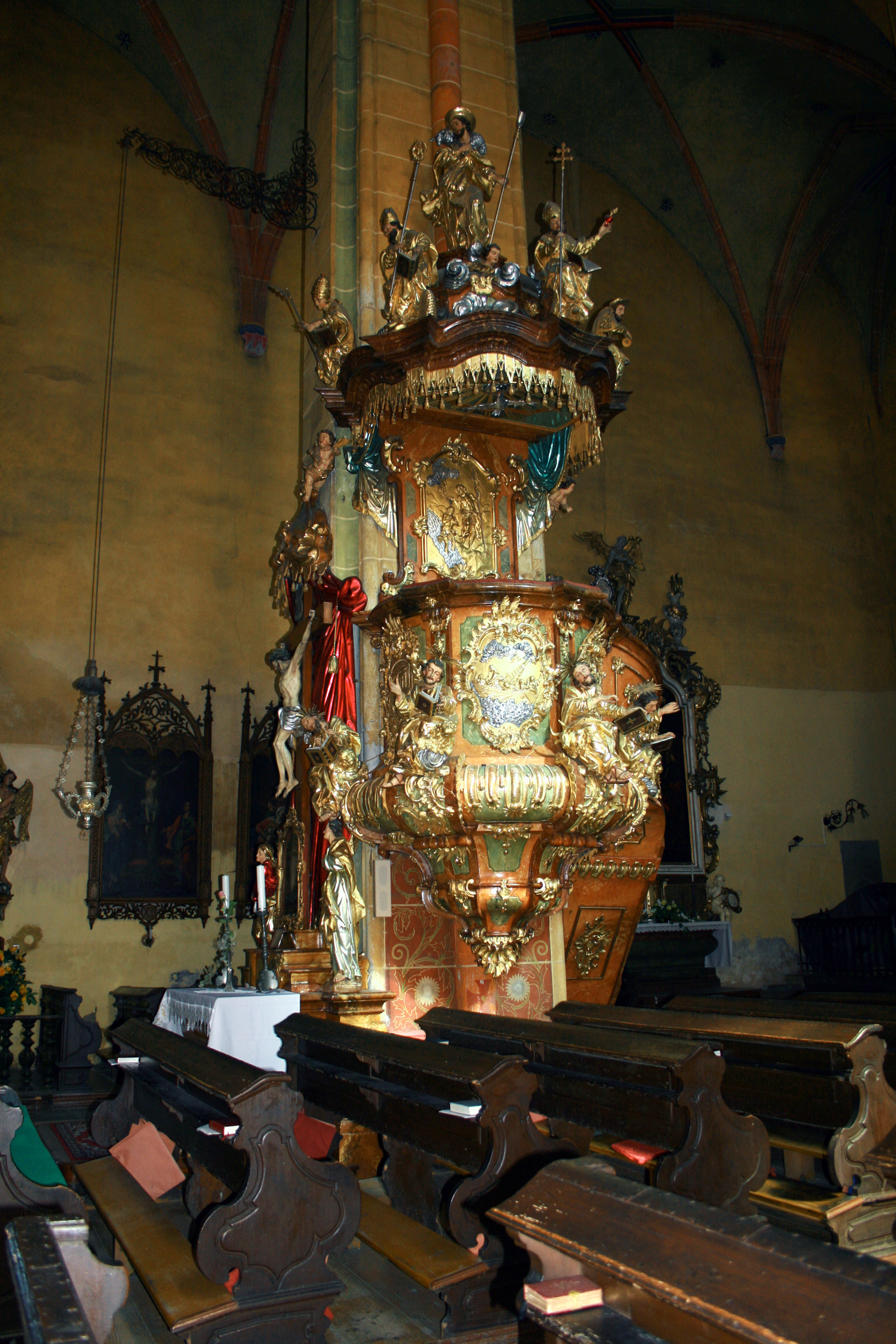
Kazatelna
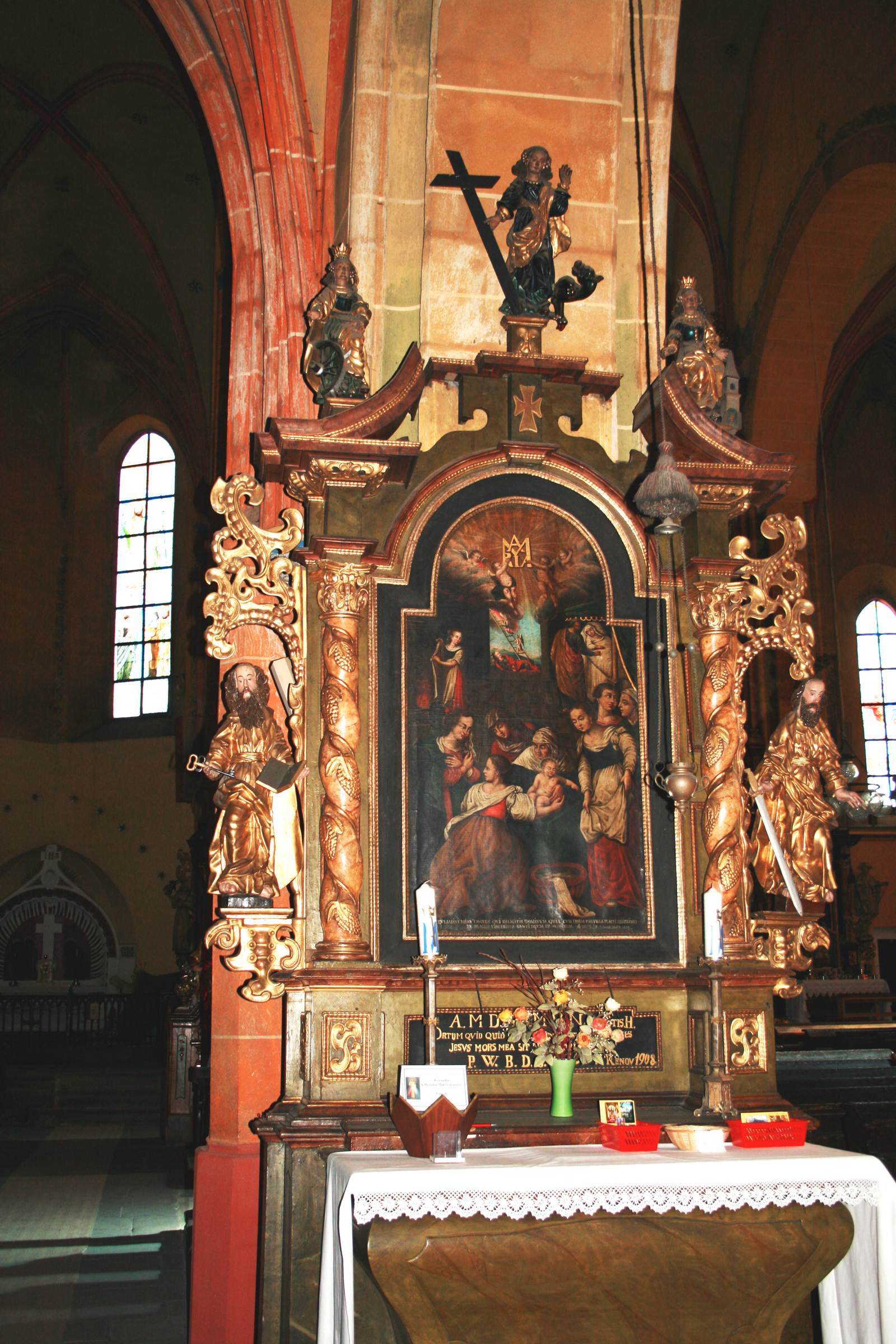
Boční oltář
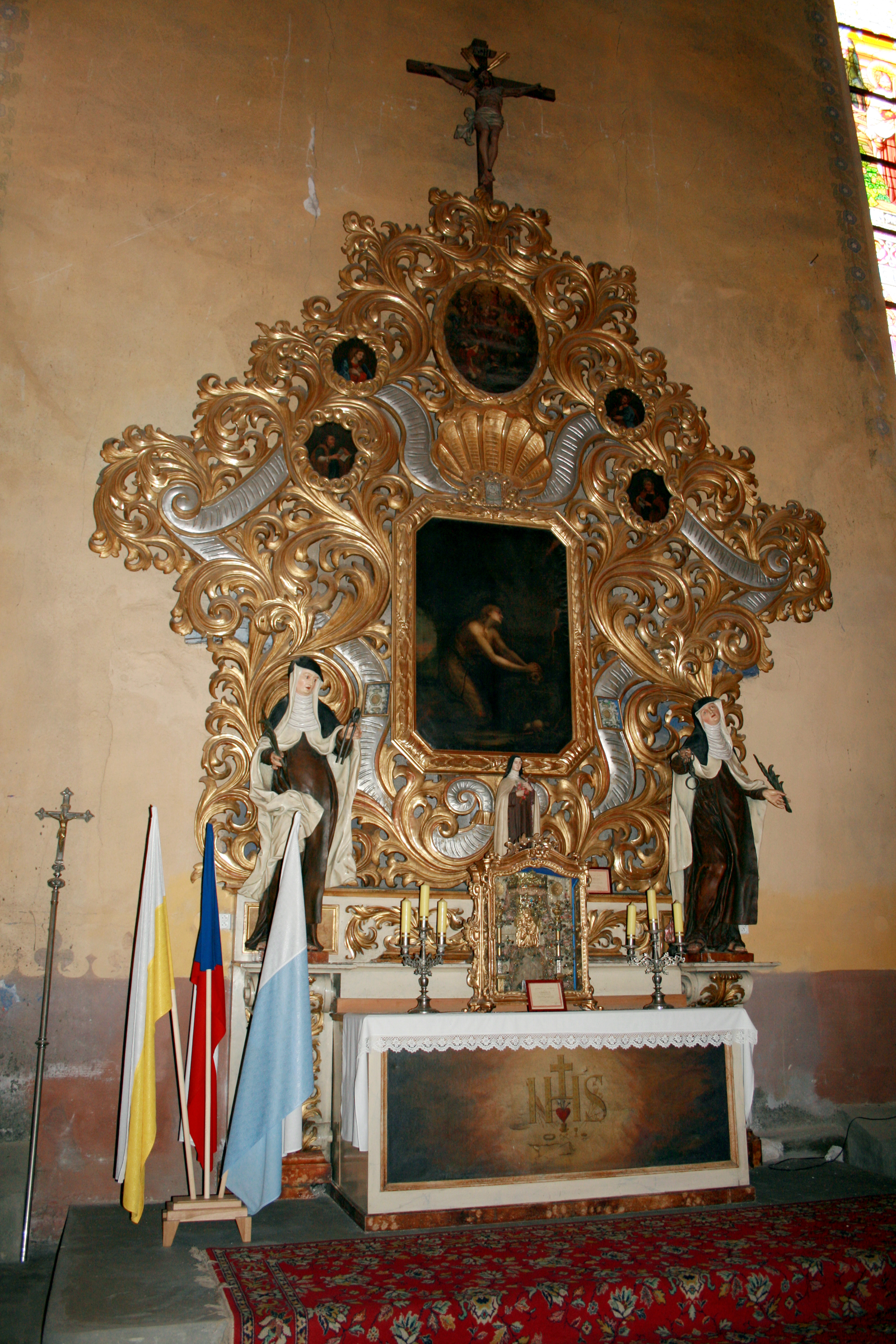
Boční oltář
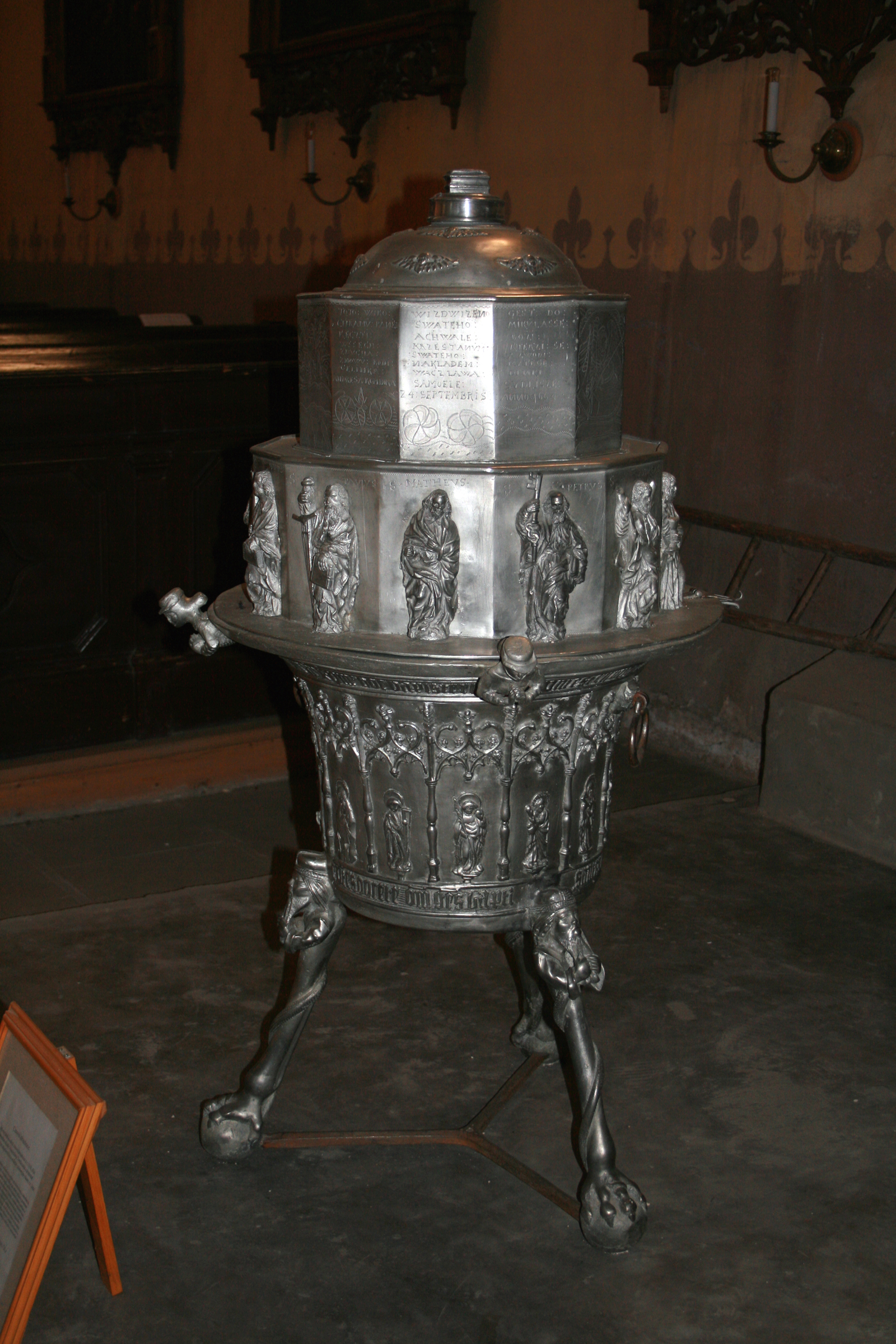
Cínová křtitelnice
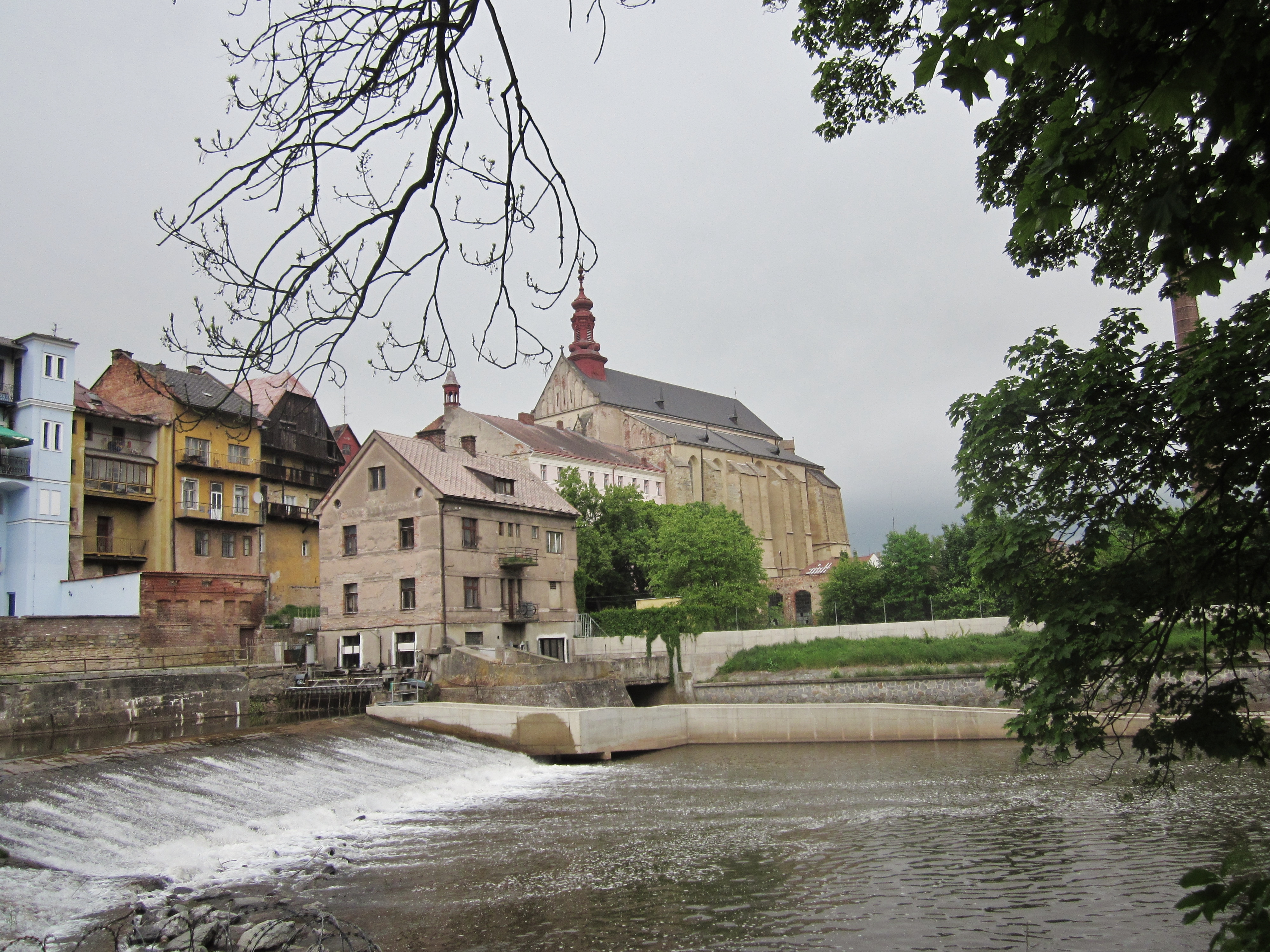
Pohled na kostel
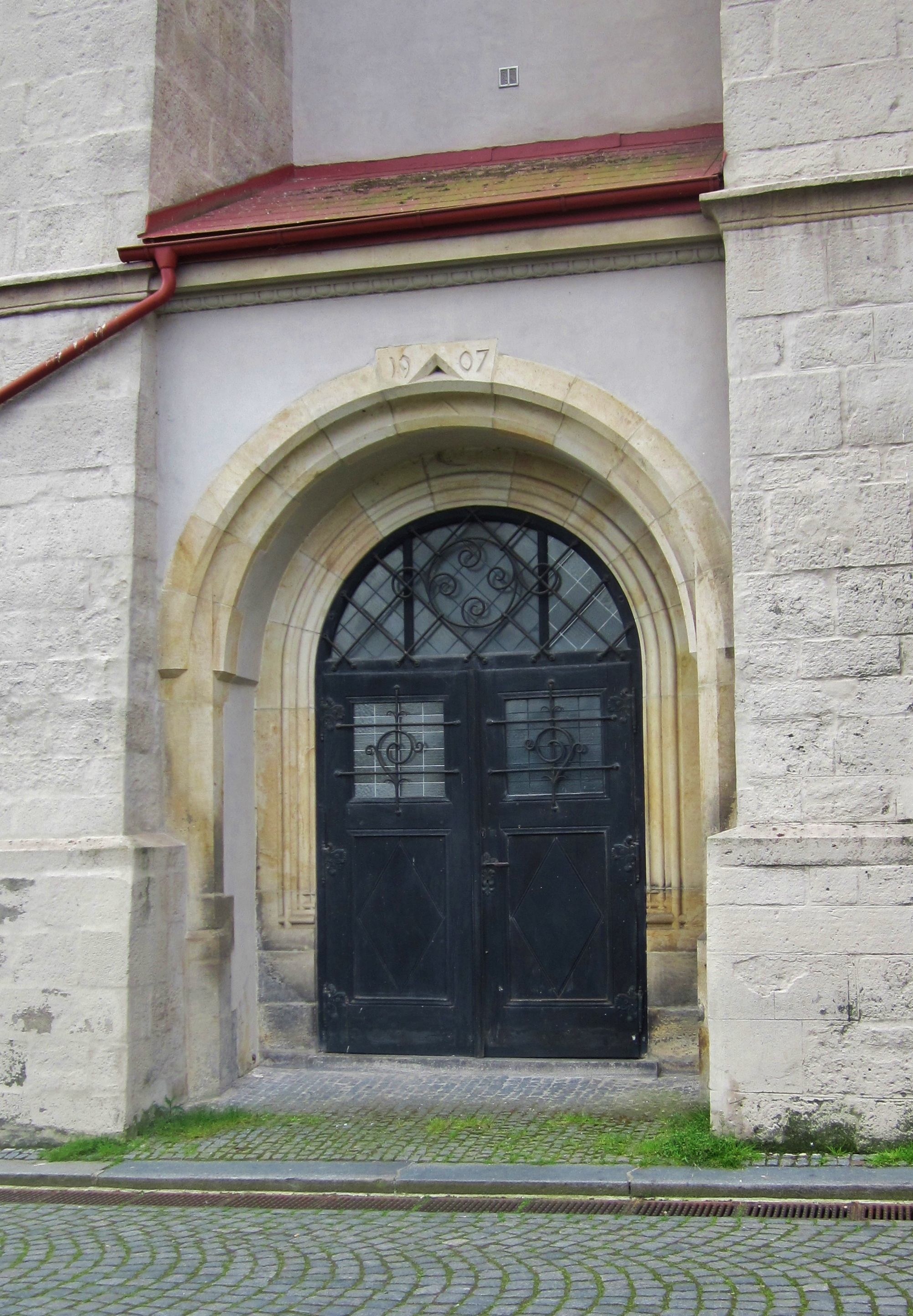
Portál severní předsíně od K. Hilberta
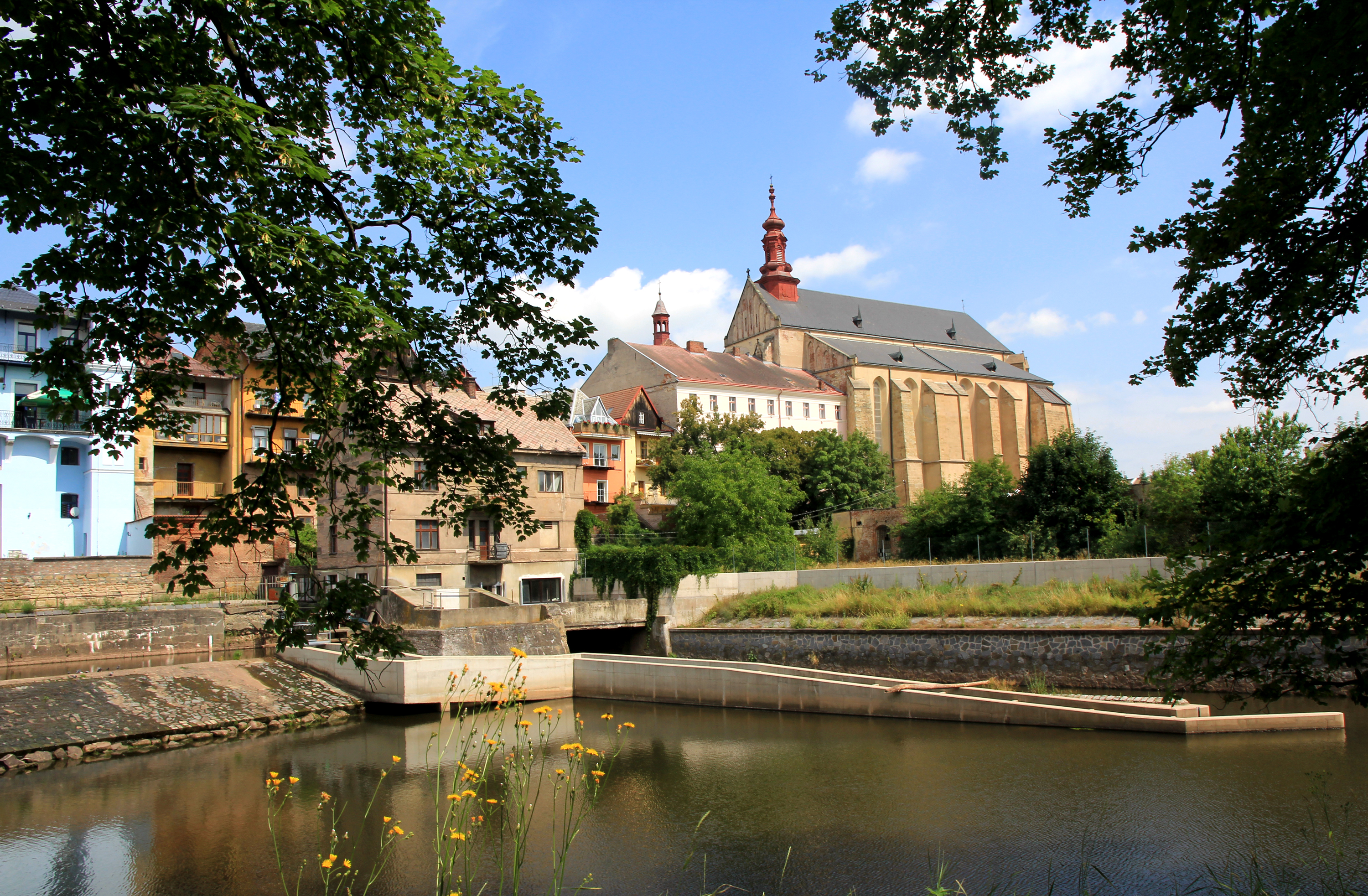
Pohled na kostel z parku
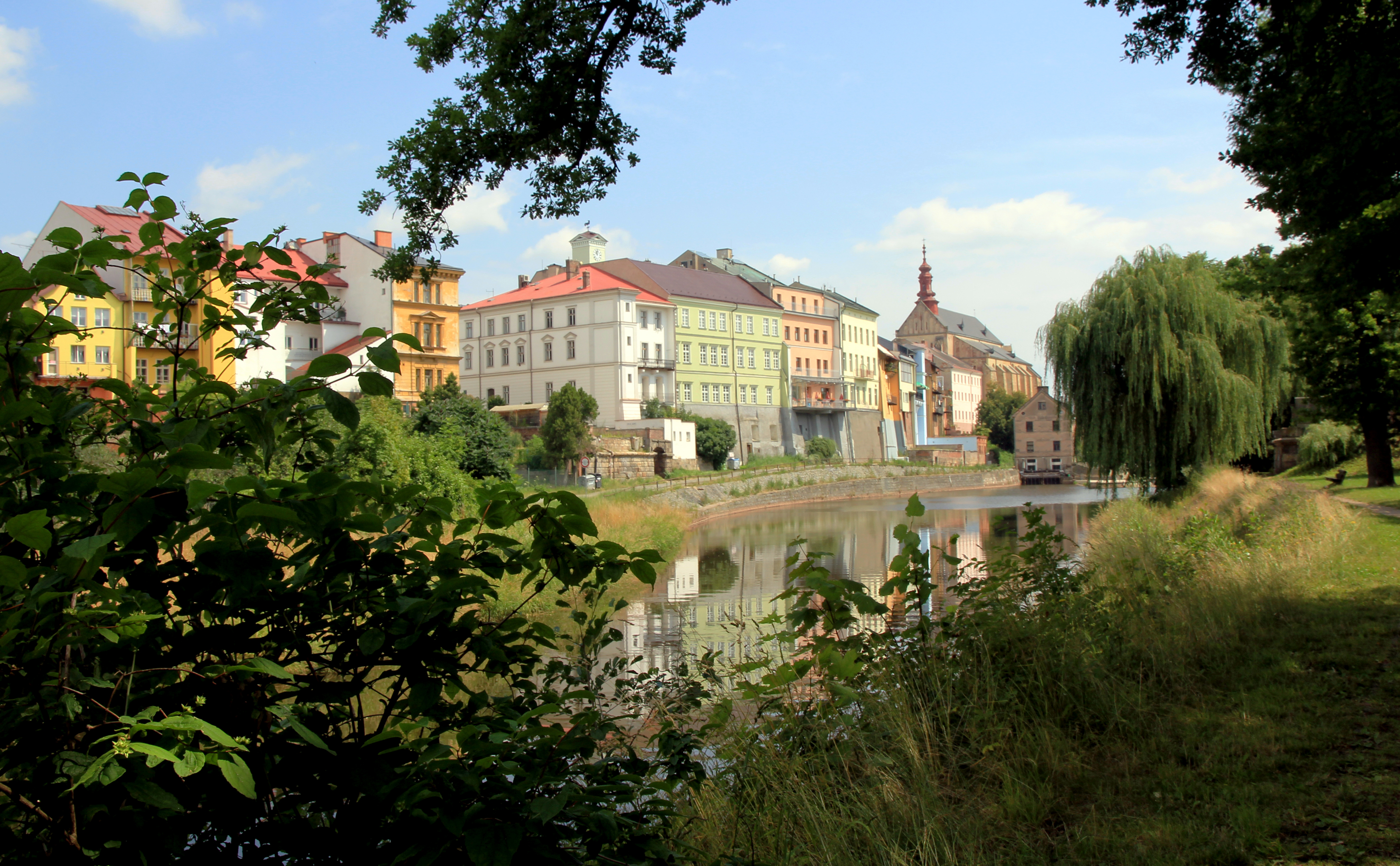
Pohled na kostel od knihovny
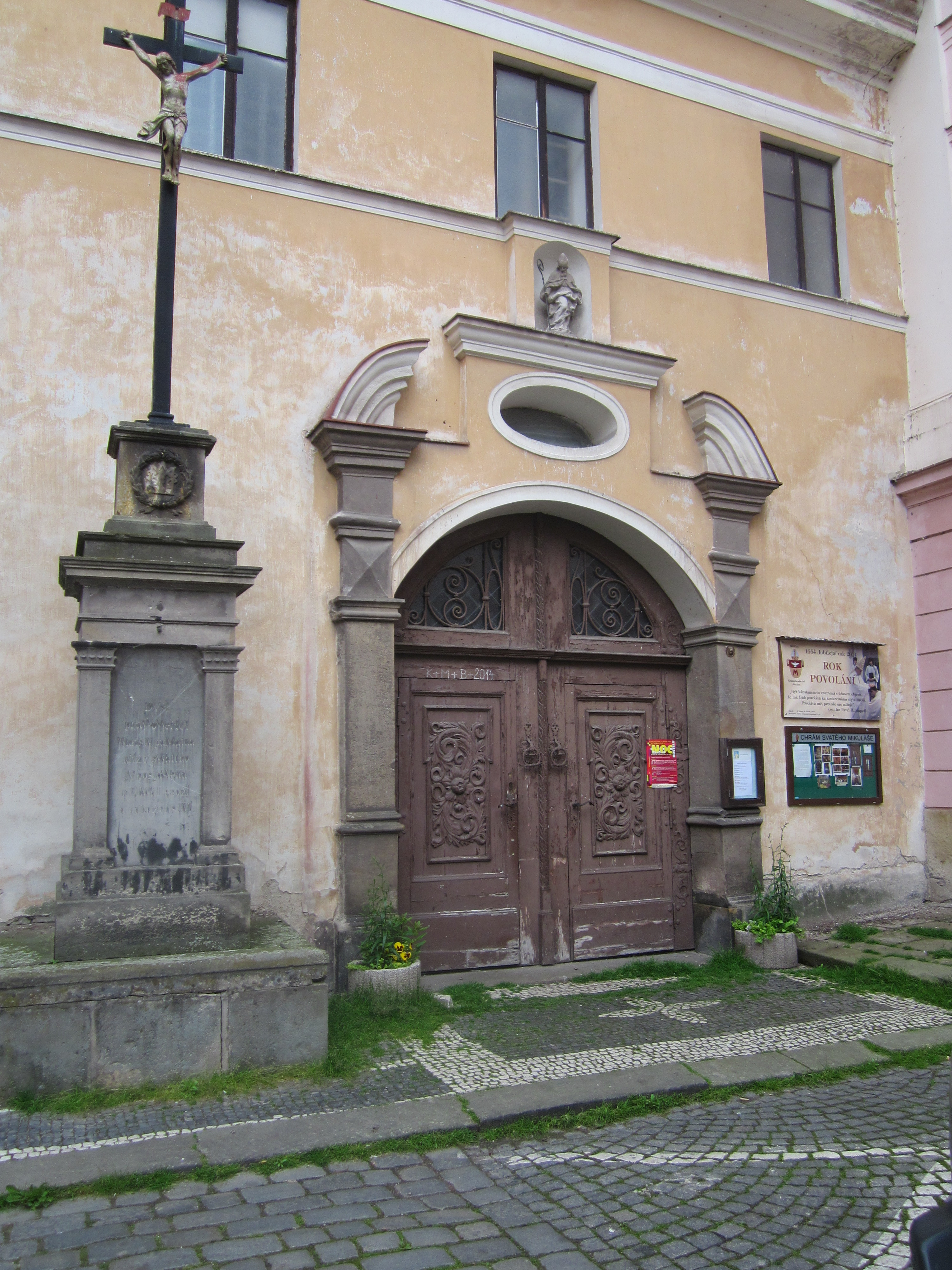
Hlavní portál s raně barokními vraty.
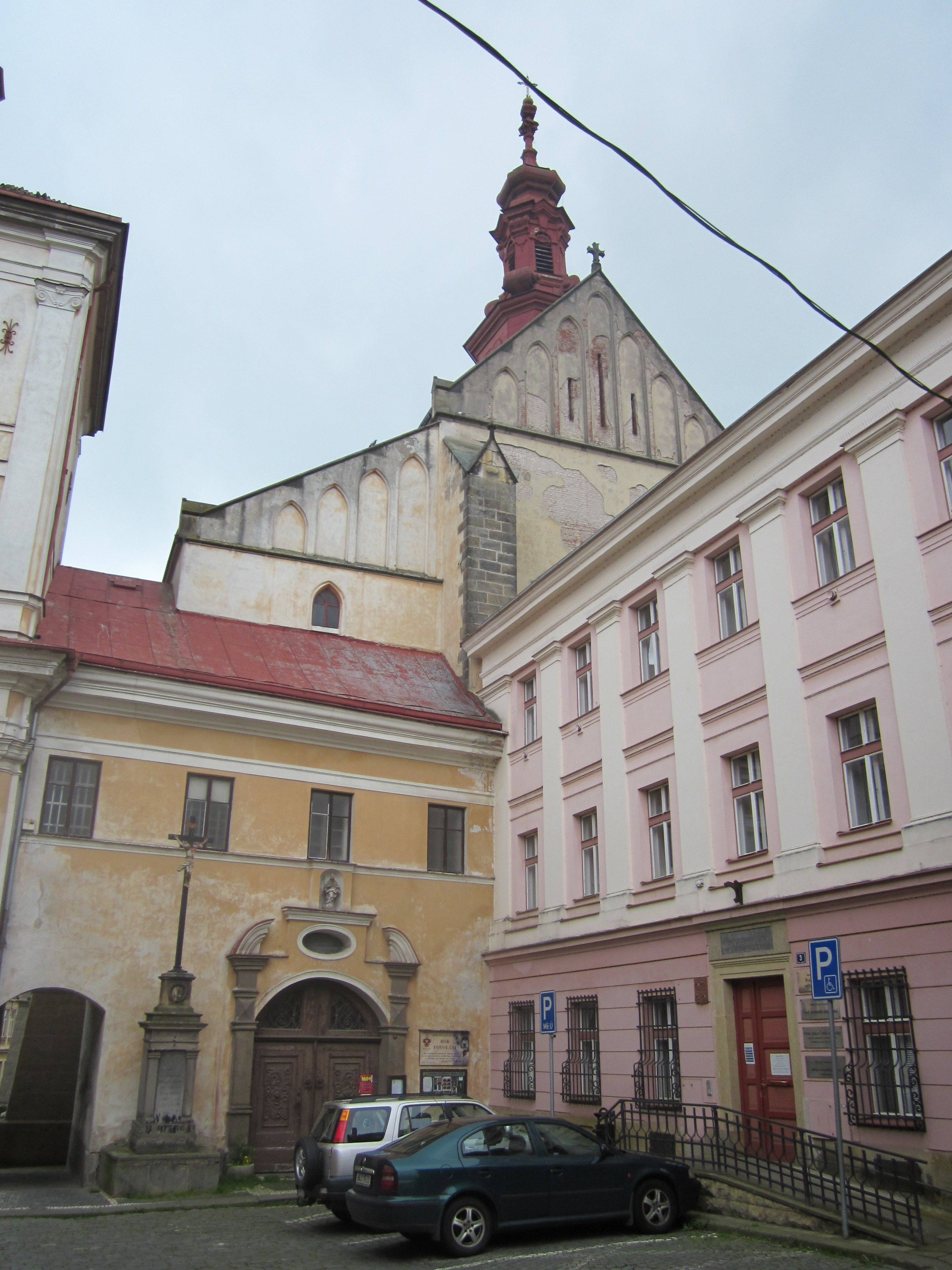
Pohled na kostel z náměstí
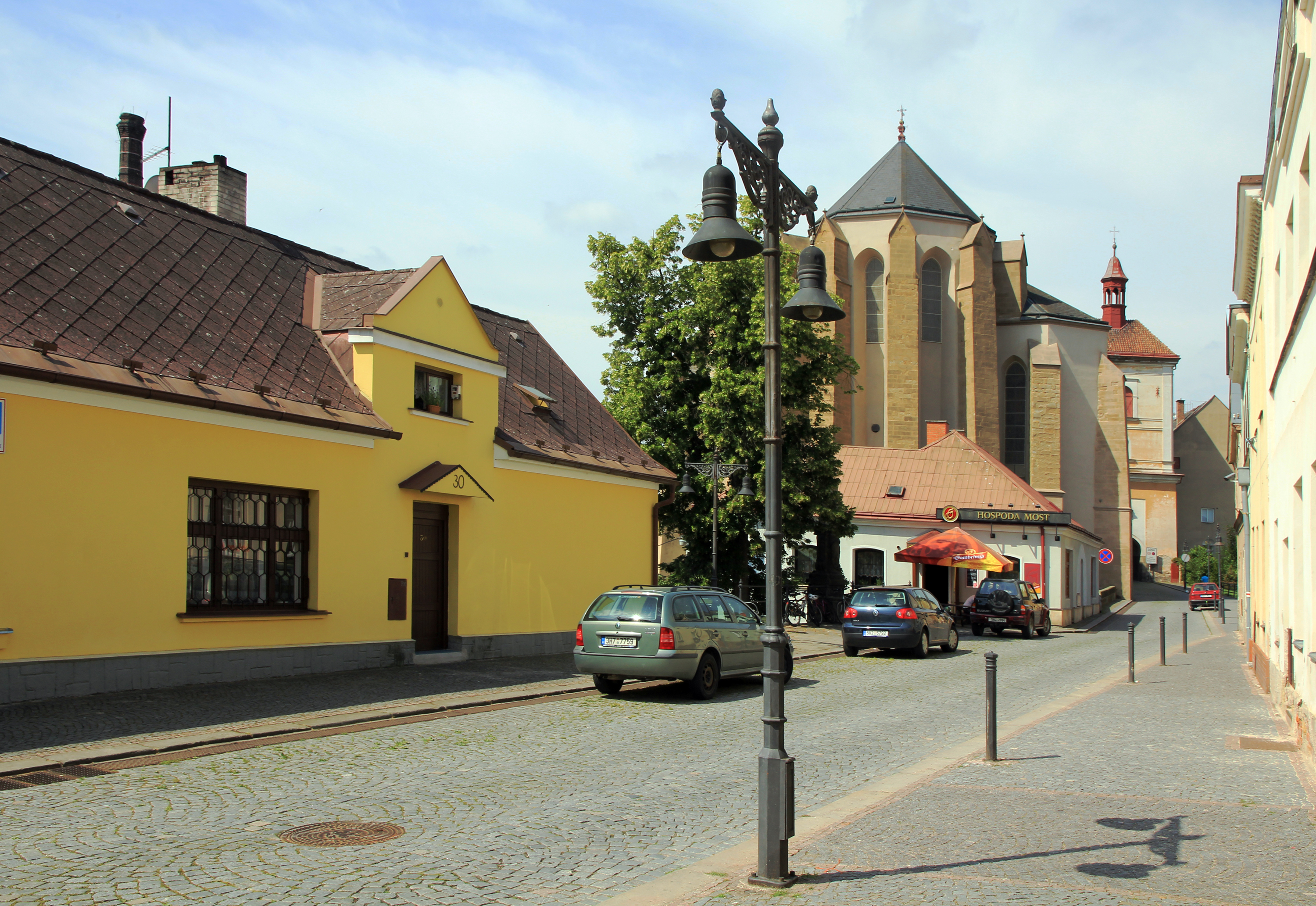
Pohled na kostel z Havlíčkovy ulice
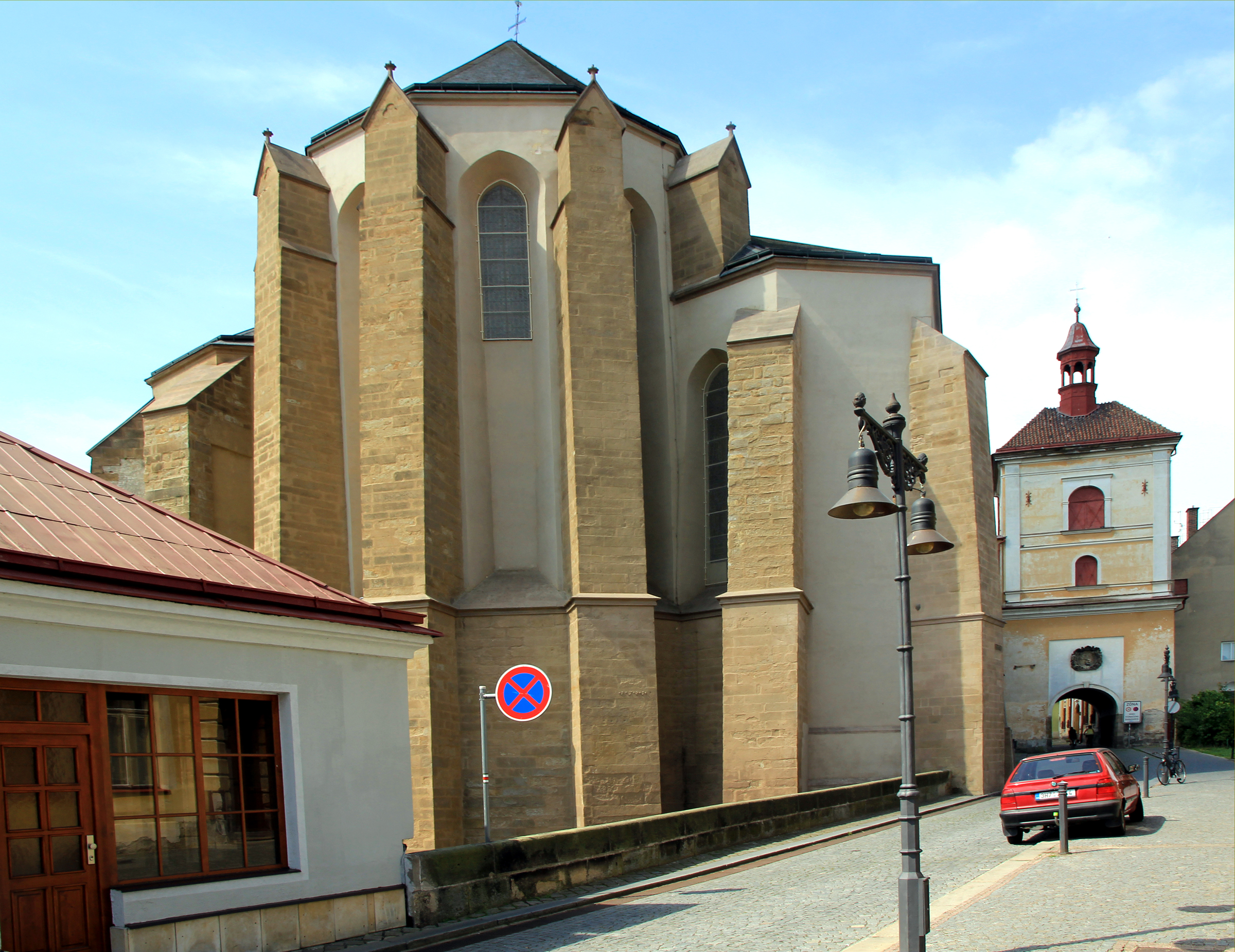
Pohled na kostel z Havlíčkovy ulice
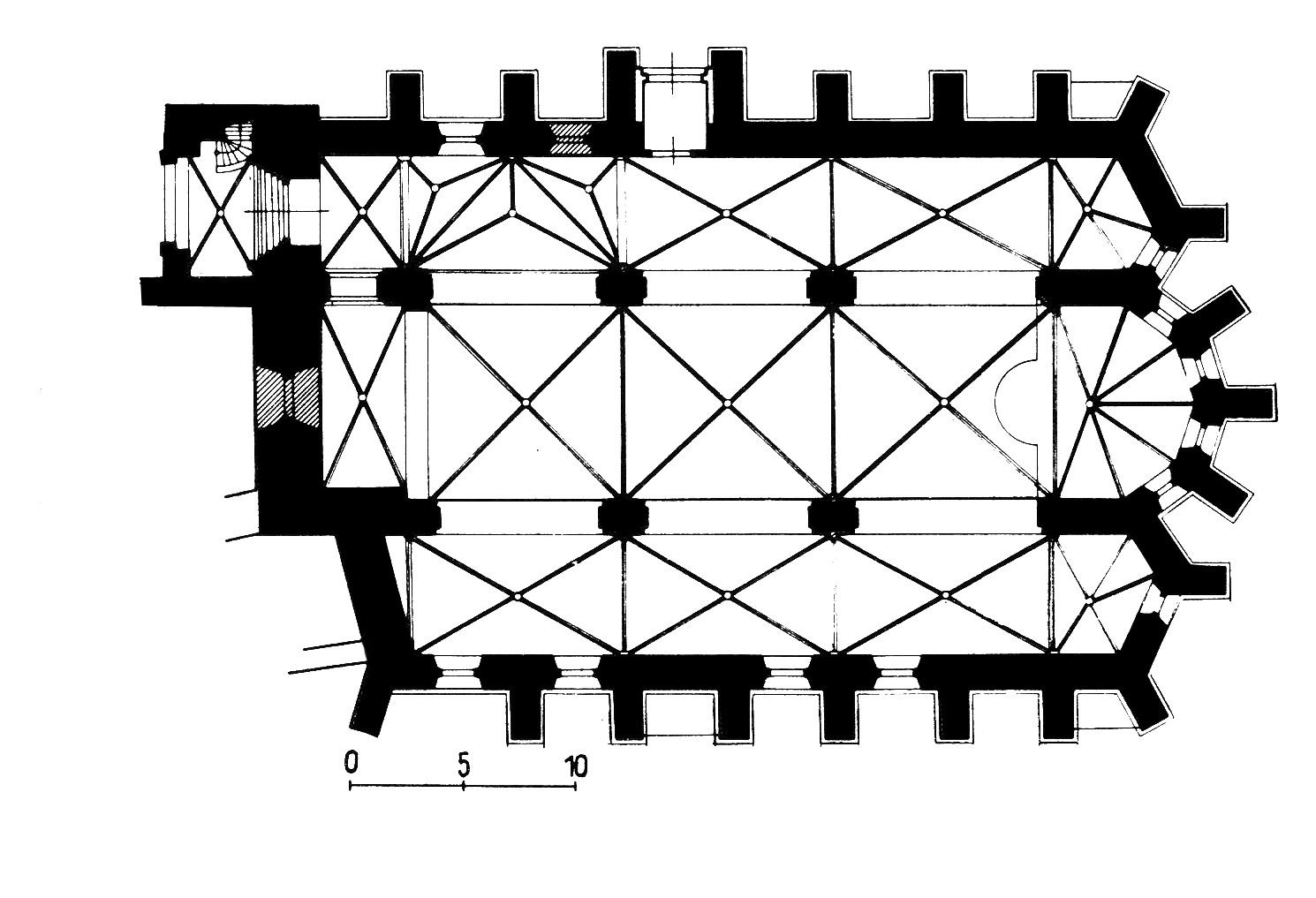
Půdorys přízemí kostela sv. Mikuláše v Jaroměři
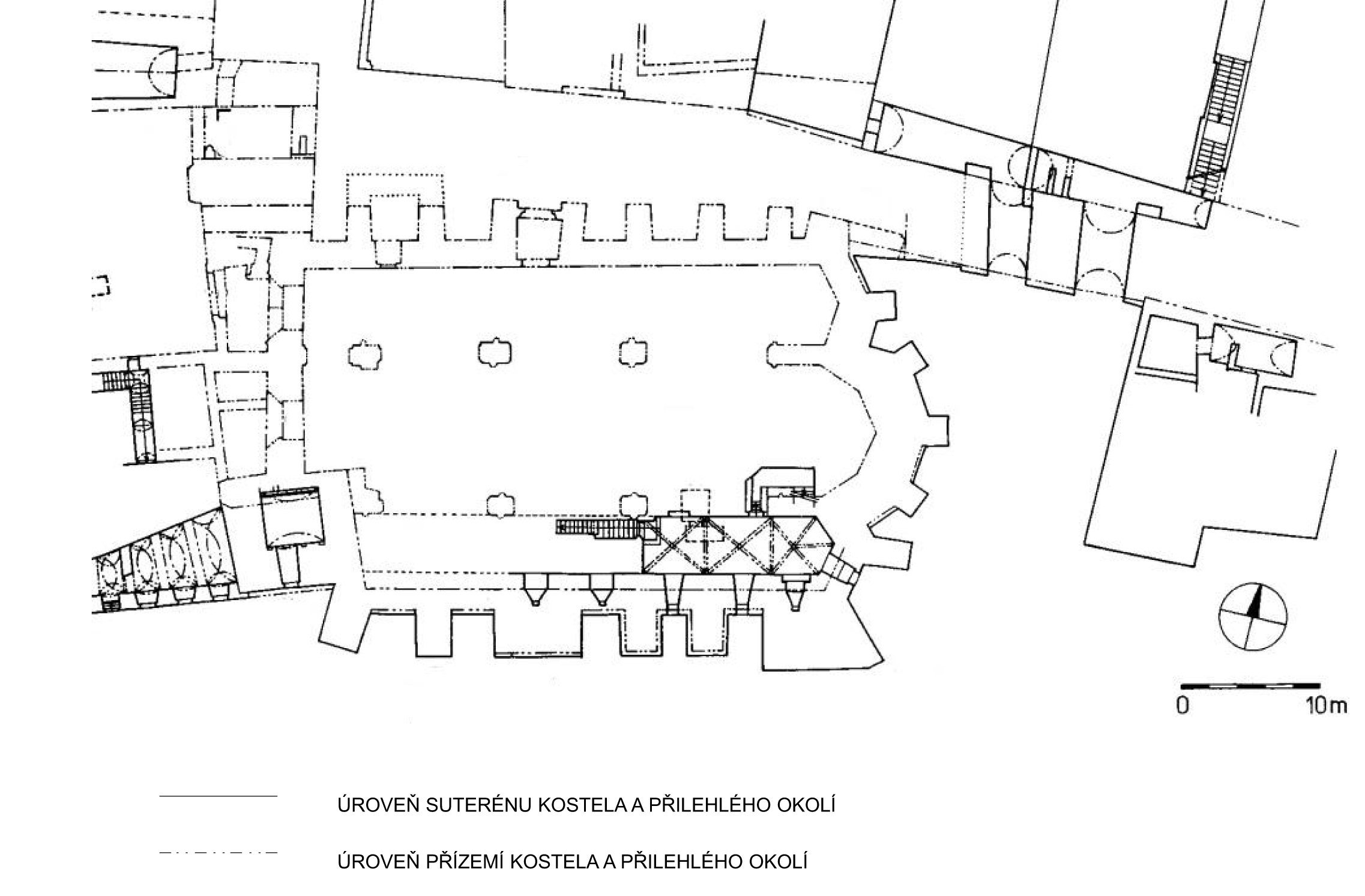
Půdorys suterénu kostela a jeho okolí s promítnutím nadzemního zdiva.
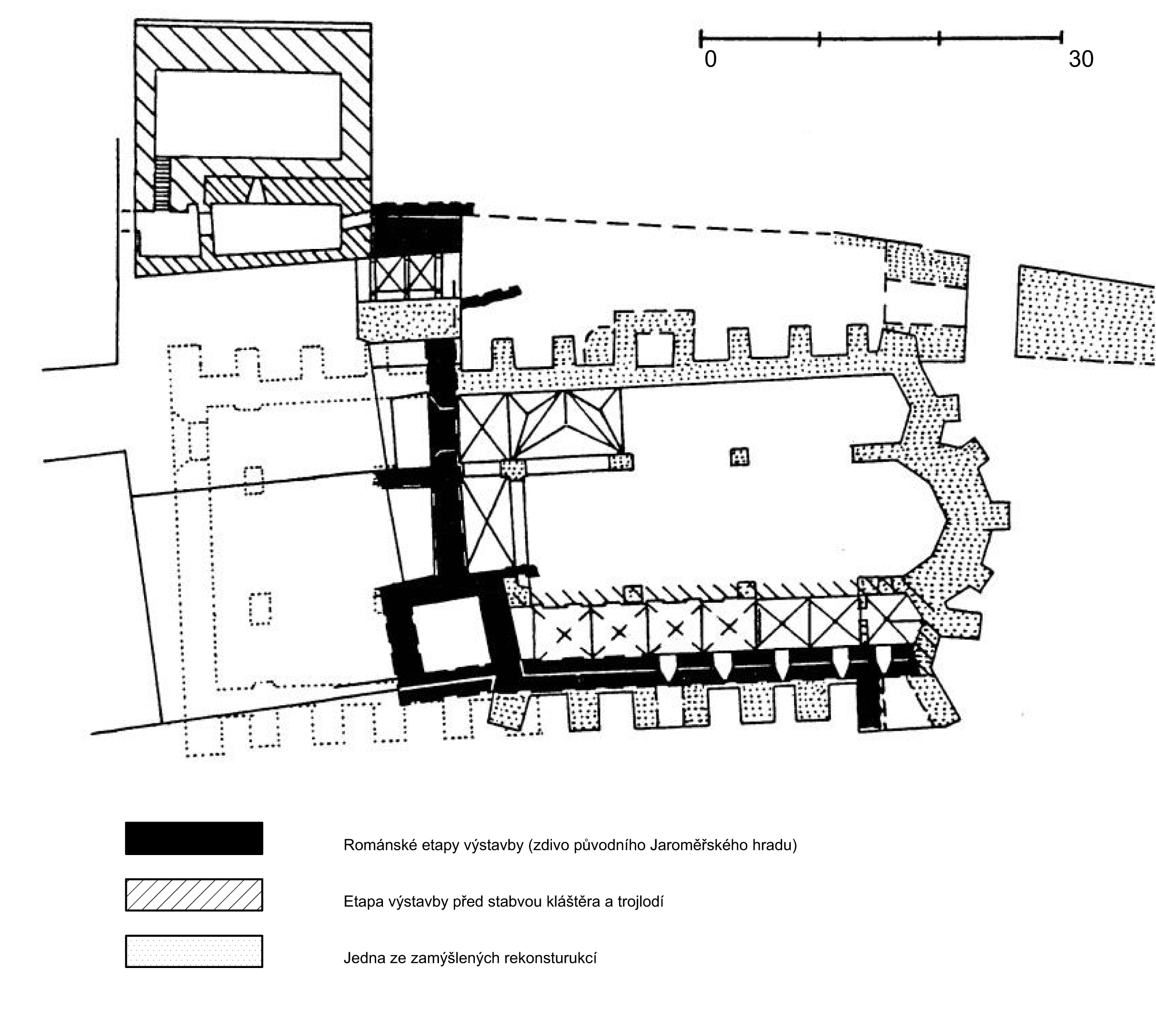
Půdorys vývoje s představou o rozsahu románského hradu (černě) a ideálního rozsahu chrámu (čárkovaně).